# Tomáš Sedláček

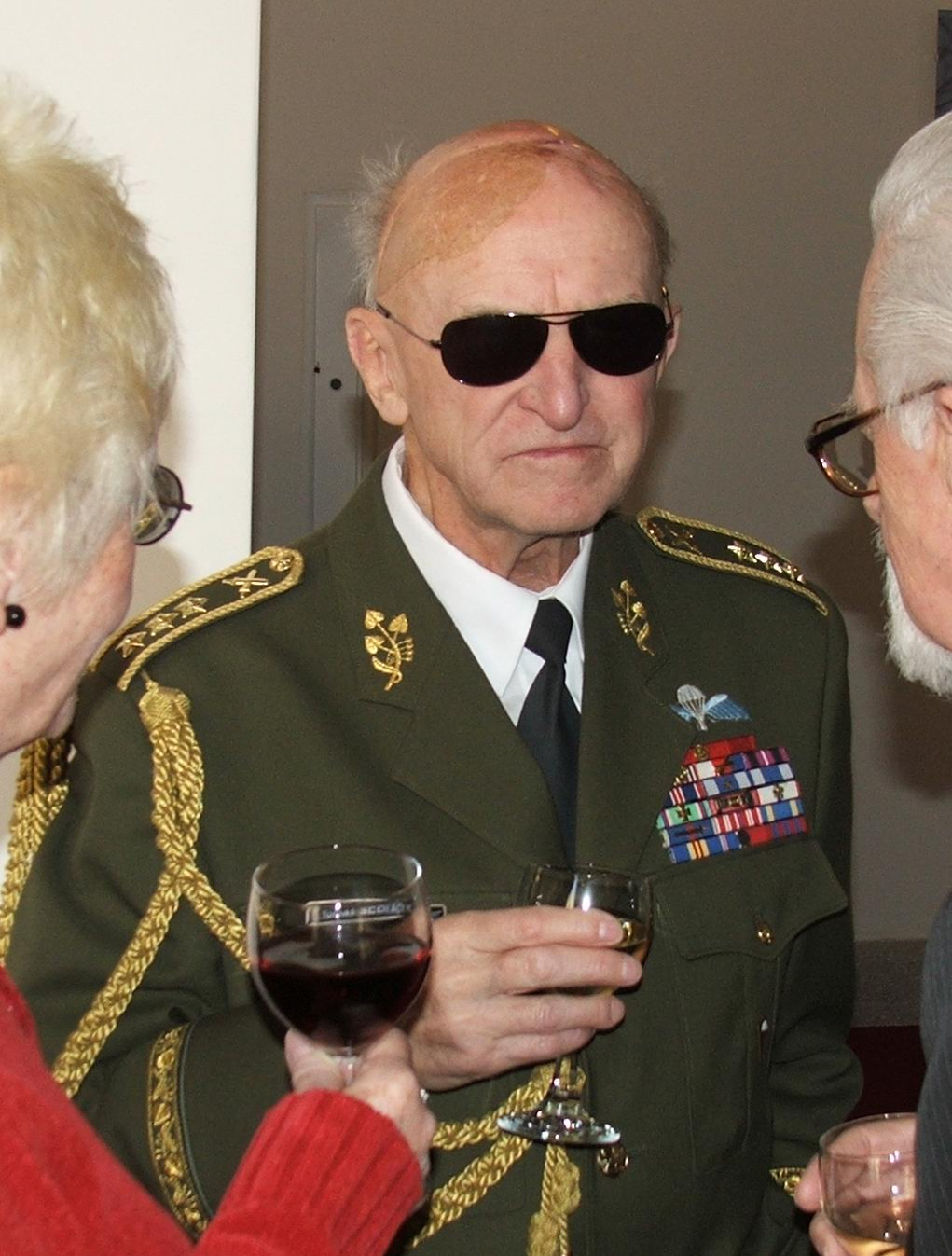
Sedláček en 2008.

Tomáš Sedláček (8 de enero de 1918 - 27 de agosto de 2012) se graduó de la academia militar y huyó a Francia en 1940, cuando su país fue ocupado por las tropas nazis. Después de que Francia fue derrotada, Sedláček se unió al ejército británico antes de trasladarse a la Unión Soviética en 1944 y ayudar a liberar Checoslovaquia.
Después de que los comunistas tomaron el poder allí, fue arrestado en 1951 y condenado por actividades anticomunistas y encarcelado de por vida. Fue liberado en 1960 y exonerado por la Revolución de Terciopelo checa en 1989.
Sedláček murió el 27 de agosto de 2012 de melanoma a los 94 años.